# 볼리비아의 행정 구역
다음은 볼리비아의 행정 구역에 관한 서술이다.